# Robert Louis Stevenson
Robert Louis Stevenson (Edimburgo, Escócia, 13 de novembro de 1850 – Vailima, Ilhas Samoa, 3 de dezembro de 1894), tendo nascido Robert Lewis Balfour Stevenson, foi um influente novelista, poeta e escritor de roteiros de viagem britânico, nascido na Escócia. Escreveu clássicos como A Ilha do Tesouro, O Médico e o Monstro, Raptado e As Aventuras de David Balfour.
Considerado um dos mais importantes escritores britânicos do século XIX, está entre os autores mais traduzidos em todo o mundo. Foi, em vida, também um ativista político, crítico social e humanista.

## Biografia

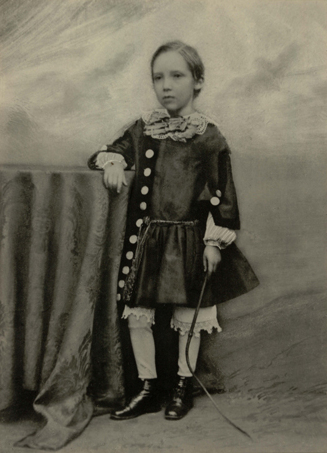
Robert Louis Stevenson aos sete anos.

Robert Louis (originalmente Lewis) Balfour Stevenson nasceu no dia 13 de novembro de 1850, no 8 Howard Place, em Edimburgo capital da Escócia.  Filho de Thomas Stevenson (1818-1887) um engenheiro civil que trabalhava em faróis, e sua esposa Margaret Isabella, (nascida Balfour 1829-1897). Desde cedo era pressionado pelo pai a seguir na mesma carreira, mas a saúde debilitada e a fraca inclinação para a área fizeram com que decidisse seguir por um caminho alternativo. Em 1866 entrou para a faculdade de Direito de Edimburgo. Lá, escreveu durante 1871 e 1872 para o jornal universitário, o Edinburgh University Magazine (Revista Universidade Edimburgo), revelando seu gosto e talento para a arte e literatura.
No ano de 1873, após concluir a faculdade, Robert mudou-se para a cidade de Londres, Inglaterra, pois sentia-se deslocado no ambiente familiar, marcado por um clima coercitivo e pela inexorável moral e religiosidade puritanas. Em sua curta estadia na cidade, passa a frequentar os salões literários para, algum tempo depois, partir numa longa viagem pela Europa.
O ano de 1876 é importante na sua vida particular, pois, nesse ano, conhece uma mulher norte-americana dez anos mais velha, na França, chamada Fanny Van de Grift Osbourne, com a qual se casa em 1880, em São Francisco, Estados Unidos. Volta à Inglaterra e traz consigo esposa e um enteado, chamado Lloyd Osbourne. No ano seguinte é internado na cidade de Davos, Suíça, para tratar sua tuberculose, da qual sofria há anos. Publicou seu primeiro livro, que consistia em uma narrativa de viagem, em 1878.
Conhece a notoriedade artística ao escrever, em 1886, Strange case of Dr. Jekyll and Mr. Hyde (O Médico e o Monstro), um de seus maiores sucessos literários. Com a morte do pai, em 1887, Stevenson retorna aos Estados Unidos, onde volta a tratar de sua tuberculose. No ano seguinte aventura-se num veleiro em diversos arquipélagos do Pacífico-Sul, junto com a esposa e o enteado. Apaixonado pela paisagem paradisíaca, se estabelece definitivamente em Apia, nas Ilhas Samoa, em 1889.
Morreu prematuramente, em 3 de dezembro de 1894, aos 44 anos, enquanto escrevia sua obra-prima inacabada, Weir of Hermiston, vítima de uma hemorragia cerebral. Encontra-se sepultado em Stevenson Family Estate Grounds, Vailima, Tuamasaga em Samoa.

## Cronologia das obras mais importantes
- 1878 - An Inland Voyage...
- 1879 - Travels with a Donkey in the Cévennes
- 1882 até 1883 - The New Arabian Nights, The Silverado Squatters e Treasure Island (A Ilha do Tesouro)
- 1884 até 1887 - A Child's Garden of Verses, Kidnapped (Raptado)
- 1885 - O Jardim Poético da Infância - no original  A Child's Garden of Verses
- 1886 - Strange Case of Dr. Jekyll and Mr. Hyde (O Médico e o Monstro)
- 1887 - The Merry Men and Other Tales and Fables
- 1894 - No vazio da onda - Trio e Quarteto - no original The Ebb-Tide: a trio and quartette
- 1894 - Island Nights' Entertainments